# Равич-Щербо, Инна Владимировна
И́нна Влади́мировна Равич-Щербо (21 апреля 1928, Воронеж — 29 октября 2004, Москва) — советский и российский психолог, создательница научной школы психогенетики. Кандидат педагогических наук (1953).

## Биография
Родилась в 1928 г. в Воронеже в семье врача-фтизиатра Владимира Антоновича Равича-Щербо (1890—1955). В 1950 г. окончила отделение психологии философского факультета Московского государственного университета, после чего перешла в аспирантуру Института общей и педагогической психологии (ныне Психологический институт Российской академии образования). Под руководством Б. М. Теплова начала заниматься дифференциальной психофизиологией, в 1953 году защитила кандидатскую диссертацию на тему «Исследование типологических различий по подвижности нервных процессов в зрительном анализаторе». В 1972 г. на базе лаборатории дифференциальной психофизиологии Б. М. Теплова и В. Д. Небылицына организует и становится заведующей первой в стране лабораторией генетической психофизиологии (ныне — лаборатория возрастной психогенетики). С 1982 г. И. В. Равич-Щербо первая начала читать курс «Психогенетика» на факультете психологии МГУ, а в 2003 г. на нём при её активном участии была открыта первая в России кафедра психогенетики.

## Научная деятельность
Профессиональные интересы И. В. Равич-Щербо были сосредоточены вокруг темы генотип-средовых соотношений в показателях свойств нервной системы, а также генетики поведения. Выбрав в качестве основного метода исследования близнецовый метод, она вместе с коллегами создает картотеку близнецов, проводит исследования межличностных отношений в близнецовых парах, внедряет статистические методы психогенетики, проводит многочисленные семинары. Большую ценность представляет выполненный под руководством И. В. Равич-Щербо цикл исследований психического развития детей из многодетных семей, направленных на выработку программ коррекции их психического развития. Любовь к работе с литературой выливается в ещё одно направление интересов И. В. Равич-Щербо: историю дифференциальной психологии и психогенетики.
Впервые в мировой науке осуществила систематическое исследование природы межиндивидуальной вариативности психофизиологических признаков (ЭЭГ и вызванные потенциалы разных модальностей. Организатор первого в России лонгитюдного исследования близнецов (1987). И. В. Равич-Щербо были инициированы исследования психофизиологических признаков, которые сформировали новое научное направление — генетическую психофизиологию. Впервые в нашей науке поставила вопрос о взаимодействии генотипа и среды в индивидуально-типических вариантах или «индивидуальных траекториях» развития.
Автор более 100 публикаций. Под руководством И. В. Равич-Щербо защищено 25 диссертаций,
В составе авторского коллектива сотрудников Психологического института в 1998 г. И. В. Равич-Щербо была удостоена Премии Правительства РФ в области образования, лауреат конкурса Института «Открытое Общество».

## Основные работы
- Равич-Щербо И. В. Исследования по психогенетике человека // Вопросы психологии. 1972. № 2. С. 178—187.
- Равич-Щербо И. В. Генетические аспекты психологической диагностики // Психологическая диагностика / Под ред. К. М. Гуревича. М., 1981.
- Роль среды и наследственности в формировании индивидуальности человека / Под ред. И. В. Равич-Щербо. М., 1988.
- Психогенетика. Учебник / И. В. Равич-Щербо, Т. М. Марютина, Е. Л. Григоренко. Под ред. И. В. Равич-Щербо. — М., 2000. — 447 с.